# Frómista
Frómista és un municipi de la província de Palència, a la comunitat autònoma de Castella i Lleó.